# FK Žiar nad Hronom
FC Žiar nad Hronom – słowacki klub piłkarski z siedzibą w miejscowości Žiar nad Hronem.
Klub został założony w 1929 roku. Latem 2012 roku FC Žiar nad Hronom połączył się z TJ Sokol Dolná Ždaňa żeby stworzyć klub FK Pohronie.

## Znani gracze
- Adam Nemec
- Lukáš Tesák